# Nguyễn Phong Hồng Duy
Hồng Duy Nguyễn Phong (Provincia di Binh Phuoc, 13 giugno 1996) è un calciatore vietnamita, difensore del Nam Định e della Nazionale vietnamita.

## Caratteristiche tecniche
È un terzino sinistro.

## Carriera

### Club
Ha giocato nella prima divisione vietnamita.

### Nazionale
Ha giocato nelle nazionali giovanili vietnamite Under-19 ed Under-23.
Con la nazionale vietnamita ha preso parte alla Coppa d'Asia 2019.

## Statistiche

### Cronologia presenze e reti in nazionale
| Cronologia completa delle presenze e delle reti in nazionale ― Vietnam | Cronologia completa delle presenze e delle reti in nazionale ― Vietnam | Cronologia completa delle presenze e delle reti in nazionale ― Vietnam | Cronologia completa delle presenze e delle reti in nazionale ― Vietnam | Cronologia completa delle presenze e delle reti in nazionale ― Vietnam | Cronologia completa delle presenze e delle reti in nazionale ― Vietnam | Cronologia completa delle presenze e delle reti in nazionale ― Vietnam | Cronologia completa delle presenze e delle reti in nazionale ― Vietnam |
| Data                                                                   | Città                                                                  | In casa                                                                | Risultato                                                              | Ospiti                                                                 | Competizione                                                           | Reti                                                                   | Note                                                                   |
| ---------------------------------------------------------------------- | ---------------------------------------------------------------------- | ---------------------------------------------------------------------- | ---------------------------------------------------------------------- | ---------------------------------------------------------------------- | ---------------------------------------------------------------------- | ---------------------------------------------------------------------- | ---------------------------------------------------------------------- |
| 24-11-2018                                                             | Hanoi                                                                  | Vietnam                                                                | 3 – 0                                                                  | Cambogia                                                               | ASEAN Football Championship                                            | -                                                                      |                                                                        |
| 15-12-2018                                                             | Hanoi                                                                  | Vietnam                                                                | 1 – 0                                                                  | Malaysia                                                               | ASEAN Football Championship                                            | -                                                                      | 71’                                                                    |
| 08-01-2019                                                             | Abu Dhabi                                                              | Iraq                                                                   | 3 – 2                                                                  | Vietnam                                                                | Coppa d'Asia 2019 - 1º turno                                           | -                                                                      |                                                                        |
| 16-01-2019                                                             | al-'Ayn                                                                | Vietnam                                                                | 2 – 0                                                                  | Yemen                                                                  | Coppa d'Asia 2019 - 1º turno                                           | -                                                                      |                                                                        |
| 24-01-2019                                                             | Dubai                                                                  | Vietnam                                                                | 0 – 1                                                                  | Giappone                                                               | Coppa d'Asia 2019 - Quarti di finale                                   | -                                                                      | 63’                                                                    |
| 19-11-2019                                                             | Hanoi                                                                  | Vietnam                                                                | 0 – 0                                                                  | Thailandia                                                             | Qual. Mondiali 2022                                                    | -                                                                      | 55’                                                                    |
| 7-10-2021                                                              | Sharjah                                                                | Cina                                                                   | 3 – 2                                                                  | Vietnam                                                                | Qual. Mondiali 2022                                                    | -                                                                      | 86’                                                                    |
| Totale                                                                 |                                                                        | Presenze                                                               | 7                                                                      |                                                                        | Reti                                                                   | 0                                                                      |                                                                        |

## Palmarès

### Club

#### Competizioni nazionali
- Campionato vietnamita: 2

Nam Định: 2023-2024, 2024-2025
- Supercoppa del Vietnam: 1

Nam Định: 2024